# Лорето (остров)
Лорето (итал. isola di Loreto) — небольшой остров на озере Изео, расположенный к северу от острова Монте-Изола. Находится в частной собственности. Административно относится к округу Сивиано (Siviano) коммуны Монте-Изола провинции Брешия.

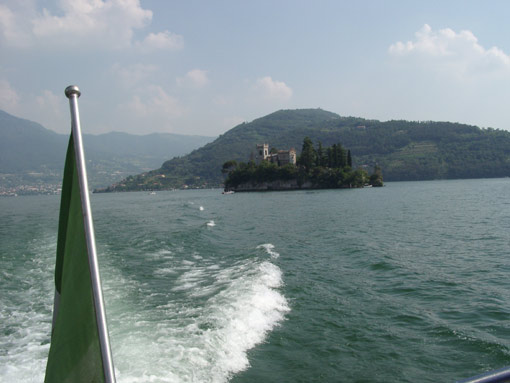
Остров Лорето